# Lérigneux
Lérigneux település Franciaországban, Loire megyében. Lakosainak száma 170 fő (2022. január 1.). Lérigneux Saint-Anthème, Bard, Essertines-en-Châtelneuf és Roche-en-Forez községekkel határos.

## Népesség
A település népességének változása:
| Lakosok száma | 187  | 145  | 118  | 138  | 152  | 147  | 143  | 156  | 163  | 170  |
|               | 1968 | 1982 | 1990 | 2006 | 2013 | 2015 | 2017 | 2019 | 2020 | 2022 |